# Średnia logarytmiczna różnica temperatur
Średnia logarytmiczna różnica temperatur (ang. akr. LMTD) jest wielkością używaną do określania siły napędowej wymiany ciepła w urządzeniach przepływowych, w szczególności w wymiennikach ciepła. LMTD jest średnią logarytmiczną różnic temperatur gorącego i zimnego strumienia na wlocie i wylocie wymiennika. Im wyższa wartość LMTD, tym intensywniejsza wymiana ciepła między strumieniami.

## Definicja
Zakładając, że typowy wymiennik ciepła ma po dwa króćce po obydwu stronach swojej obudowy (po stronie A i po stronie B), którymi strumienie (gorący i zimny) wchodzą lub wychodzą z wymiennika, LMTD definiowana jako logarytmiczna średnia zgodnie z poniższym:
{\displaystyle LMTD={\frac {\Delta T_{A}-\Delta T_{B}}{\ln \left({\frac {\Delta T_{A}}{\Delta T_{B}}}\right)}},}
gdzie:
{\displaystyle \Delta T_{A}} – różnica temperatur pomiędzy strumieniami (gorącym i zimnym) po stronie A,
{\displaystyle \Delta T_{B}} – różnica temperatur pomiędzy strumieniami (gorącym i zimnym) po stronie B.
Za pomocą tej definicji LMTD może być wykorzystana do obliczenia strumienia ciepła przekazywanego w wymienniku:
{\displaystyle Q=U\times Ar\times LMTD,}
gdzie:
{\displaystyle Q} – strumień ciepła (w watach),
{\displaystyle U} – współczynnikiem przenikania ciepła,
{\displaystyle Ar} – powierzchnia wymiany ciepła.
Powyższe zależności słuszne są zarówno dla przepływu współbieżnego w którym strumienie wchodzą z tej samej strony do wymiennika, jak i dla przepływu przeciwbieżnego w którym strumienie wchodzą do wymiennika z naprzeciwległych stron jego obudowy.
W przypadku przepływu krzyżowego powyższa zależność między strumieniem ciepła a LMTD jest słuszna po uwzględnieniu współczynnika korekcyjnego. Uwzględnienie współczynnika korekcyjnego niezbędne jest również w przypadku bardziej skomplikowanych geometrii, jak np. przy wymienniku płaszczowo-rurowym z przegrodami.

## Wyprowadzenie wzoru
Zakładając, że transport ciepła odbywa się w wymienniku wzdłuż osi {\displaystyle z,} od współrzędnej {\displaystyle A} do {\displaystyle B,} pomiędzy dwoma płynami oznaczonymi odpowiednio 1 i 2, których temperatury wzdłuż osi {\displaystyle z} wynoszą {\displaystyle T_{1}(z)} i {\displaystyle T_{2}(z).}
Ciepło wymienione lokalnie w {\displaystyle z} jest proporcjonalne do różnicy temperatur:
{\displaystyle q(z)=U(T_{2}(z)-T_{1}(z))/D=U(\Delta \;T(z))/D,}
gdzie {\displaystyle D} jest długością krawędzi (w przekroju {\displaystyle z}) na której następuje wymiana ciepła między dwoma płynami
Przepływ ciepła między płynami powodowany jest gradientem temperatury zgodnie z prawem Fouriera:
{\displaystyle {\frac {\mathrm {d} \,T_{1}}{\mathrm {d} \,z}}=k_{a}(T_{1}(z)-T_{2}(z))=-k_{a}\,\Delta T(z),}
{\displaystyle {\frac {\mathrm {d} \,T_{2}}{\mathrm {d} \,z}}=k_{b}(T_{2}(z)-T_{1}(z))=k_{b}\,\Delta T(z).}
Sumując powyższe, otrzymamy:
{\displaystyle {\frac {\mathrm {d} \,\Delta T}{\mathrm {d} \,z}}={\frac {\mathrm {d} \,(T_{2}-T_{1})}{\mathrm {d} \,z}}={\frac {\mathrm {d} \,T_{2}}{\mathrm {d} \,z}}-{\frac {\mathrm {d} \,T_{1}}{\mathrm {d} \,z}}=K\Delta T(z)}
gdzie {\displaystyle K=k_{a}+k_{b}.}
Całkowity strumień wymienianego ciepła wyznaczyć można, całkując ciepło wymieniane lokalnie {\displaystyle q} w przedziale od {\displaystyle A} do {\displaystyle B{:}}
{\displaystyle Q=\int _{A}^{B}q(z)dz={\frac {U}{D}}\times \int _{A}^{B}\Delta T(z)dz={\frac {U}{D}}\times \int _{A}^{B}\Delta T\,dz.}
Uwzględniając, że powierzchnia wymiany ciepła wymiennika {\displaystyle Ar} równa jest długości rury {\displaystyle A-B} pomnożonej przez długość krawędzi przekroju {\displaystyle D{:}}
{\displaystyle Q={\frac {UAr}{(B-A)}}\int _{A}^{B}\Delta T\,dz={\frac {UAr\int _{A}^{B}\Delta T\,dz}{\int _{A}^{B}\,dz}}.}
Podmieniając w obydwu całkach zmienne {\displaystyle z} na {\displaystyle \Delta T,} otrzymujemy:
{\displaystyle Q={\frac {UAr\int _{\Delta T(A)}^{\Delta T(B)}\Delta T{\frac {\mathrm {d} \,z}{\mathrm {d} \,\Delta T}}\,d(\Delta T)}{\int _{\Delta T(A)}^{\Delta T(B)}{\frac {\mathrm {d} \,z}{\mathrm {d} \,\Delta T}}\,d(\Delta T)}}.}
Po podstawieniu wyprowadzonej wcześniej zależności na {\displaystyle \Delta T} otrzymamy:
{\displaystyle Q={\frac {UAr\int _{\Delta T(A)}^{\Delta T(B)}{\frac {1}{K}}\,d(\Delta T)}{\int _{\Delta T(A)}^{\Delta T(B)}{\frac {1}{K\Delta T}}\,d(\Delta T)}}.}
Całki w tej postaci da się łatwo rozwiązać, otrzymując znany nam wzór z definicji LMTD:
{\displaystyle Q=U\times Ar\times {\frac {\Delta T(B)-\Delta T(A)}{\ln[\Delta T(B)/\Delta T(A)]}}.}

## Założenia i ograniczenia
- Zakłada się, że szybkość (tempo) zmian temperatury obydwu płynów jest proporcjonalne do różnicy ich temperatur. Założenie to jest słuszne dla płynów o stałym cieple właściwym, co z dobrym przybliżeniem ma miejsce w przypadku zmiany temperatury płynów w relatywnie małym zakresie. Jednakże im większe zmiany ciepła właściwego, tym podejście do problemu z wykorzystaniem LMTD staje się coraz mniej dokładne.

- Zakłada się również, że współczynnik przenikania ciepła {\displaystyle (U)} jest stały, nie jest zaś funkcją temperatury. W przeciwnym wypadku podejście do problemu z wykorzystaniem LMTD staje się mniej dokładne.

- Przykładami, gdzie podejście LMTD nie jest odpowiednie mogą być skraplacze i reboilery z uwagi na ciepło utajone związane z zachodzącą przemianą fazową.

- LMTD jest z założenia koncepcją stanu ustalonego i nie może być używana w analizach dynamicznych. W szczególności, gdyby zastosować LMTD do stanu nieustalonego w którym przez krótki czas różniczki temperatury po dwóch stronach wymiennika ciepła posiadały by przeciwne znaki, argument logarytmu byłby ujemny co jest sprzeczne z definicją funkcji logarytmicznej.